# Organización territorial de Singapur
Debido a su pequeño tamaño físico, en la organización territorial de Singapur nunca ha habido subdivisiones nacionales como provincias, estados u otras divisiones políticas nacionales aplicadas en los países más extensos territorialmente. La ciudad-estado ha sido, sin embargo, subdividida históricamente de diversas formas (distritos, barrios) con el fin de crear una administración local y con vistas a la planificación urbana.
La división administrativa de Singapur, desde el 24 de noviembre de 2001, se compone de cinco consejos encabezados por los alcaldes y de los consejos de desarrollo comunitario (CDC), como las administraciones locales. El CDC cumple las funciones de iniciar, planificar y gestionar los programas de la comunidad para promover la vinculación de la comunidad y la cohesión social.

## Consejos

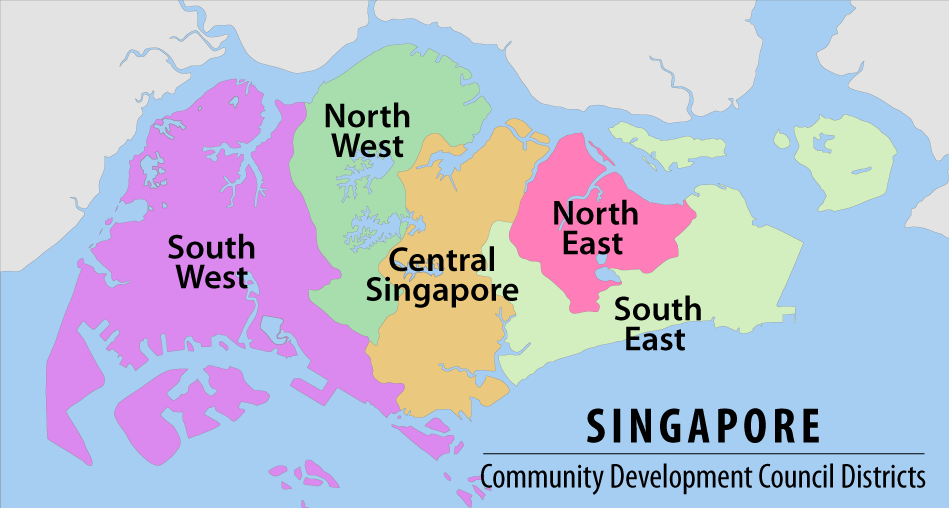
Consejos de desarrollo comunitario de Singapur

A continuación se encuentran enumerados por orden alfabético los cinco consejos de desarrollo comunitario de Singapur:
- consejo Central
- consejo del Noreste
- consejo del Noroeste
- consejo del Sudeste
- consejo del Sudoeste